# Anatoli Wladimirowitsch Tarassow
Anatoli Wladimirowitsch Tarassow (russisch Анатолий Владимирович Тарасов; * 10. Dezember 1918 in Moskau, Russische SFSR; † 23. Juni 1995 in Moskau, Russland) war ein sowjetischer Eishockeyspieler und -trainer, der zuvor Bandy und Fußball spielte. Tarassow war von 1947 bis 1974 Trainer des HK ZSKA Moskau und hatte im Rahmen seiner Arbeit im Armeesportklub zuletzt den militärischen Rang eines Obersts. Tarassow hatte als sowjetischer Nationaltrainer maßgeblichen Anteil am Erfolg der sowjetischen Nationalmannschaft von 1958 bis 1974. Er wurde 1974 als erster europäischer Trainer in die NHL-Hockey Hall of Fame aufgenommen. Tarassow ist der Vater der erfolgreichen russischen Eiskunstlauftrainerin Tatjana Tarassowa.

## Karriere

### Als Spieler
Vor dem Zweiten Weltkrieg spielte Anatoli Tarassow Fußball und Bandy für Dynamo Odessa und ZDKA Moskau. Erst 1946 begann er mit dem Eishockeysport, der damals als „Kanadisches Hockey“ erst langsam Anhänger in der Sowjetunion fand und ab 1946 förderungswürdig war. Tarassow erhielt den Auftrag, den Eishockeysport in Russland aufzubauen und gründete die Eishockeyabteilung von ZDKA Moskau auf Basis einiger alter Lehrbücher.
Tarassow spielte in der höchsten sowjetischen Eishockeyliga, der Klass A, für WWS MWO Moskau und ZSKA Moskau, wo er zugleich von 1947 bis 1950 Spielertrainer war. Danach beendete er seine Karriere.

### Als Trainer

#### National
Von 1950 bis 1974 war Tarassow Cheftrainer des Armeesportklubs ZSKA Moskau, mit dem er 17 Mal die Sowjetische Meisterschaft und sechs Mal den Europapokal gewann. Zudem gilt er als Gründer der Nachwuchsaktion „Goldener Puck“, bei der jährlich mehr als eine Million Kinder in Straßen- und Wohnblockmannschaften außerhalb der Vereine Eishockey spielten. Diese Spiele dienten den Vereinen zur Nachwuchssichtung. Tarassow überwachte die Ausführung des jährlichen Wettbewerbs noch, als er schon Trainer des Nationalteams war.

#### International

Grabmal Tarassows auf dem Wagankowoer Friedhof in Moskau

Zwischen 1958 und 1960 war Tarassow parallel zu seiner Vereinstätigkeit Cheftrainer der Sowjetischen Nationalmannschaft. Ab 1963 wurde er dann Assistent von Trainerlegende Arkadi Tschernyschow bei der sowjetischen Nationalmannschaft. Dieses Duo führte die Sbornaja zu vielen Erfolgen bei Welttitelkämpfen und Olympischen Spielen. Markenzeichen Tarassows Trainerarbeit war sein Ruf „raboti-raboti“ (arbeiten-arbeiten), sein Motto war: „Wer mehr trainiert als die Anderen, hat auch mehr Erfolge als die Anderen.“ Seine Tochter, die Eiskunstlauftrainerin Tatjana Tarassowa, übernahm seine Methoden.
Von den Nationalspielern wurden seine Trainingsmethoden als „unmenschlich“ bezeichnet, die täglichen Trainingseinheiten dauerten bis zu sieben Stunden. Mit dem Nationalteam gewann er elf Weltmeistertitel (1963–1971) und drei olympische Goldmedaillen (1964, 1968 und 1972). 1972 wurden Tarassow und Tschernyschow als Trainerstab der Sbornaja abgelöst.
Anatoli Tarassow starb mit 76 Jahren in seiner Heimatstadt und wurde auf dem Friedhof Wagankowskoje beigesetzt.

### Ehrungen
Tarassow wurde 1974 als erster europäischer Trainer in die (NHL-)Hockey Hall of Fame aufgenommen. 1997 folgte postum die Aufnahme in die damals neu gegründete IIHF Hall of Fame.